# Стулово (Кашинский район)
Стулово — поселок в Кашинском городском округе Тверской области.

## География
Находится в юго-восточной части Тверской области у юго-восточной окраины города Кашин. Через посёлок протекает речка Вонжа.

## История
Здесь был показан еще на карте Менде (состояние местности на 1848 год) хутор Стулово. В 1859 году здесь (хутор Кашинского уезда) было учтено 2 двора. До 2018 года входила в состав ныне упразднённого Фарафоновского сельского поселения.

## Население
Численность населения: 3 человека (1859 год), 557 (русские 96 %) в 2002 году, 549 в 2010.